# Wahlgreniella lampeli
Wahlgreniella lampeli är en insektsart. Wahlgreniella lampeli ingår i släktet Wahlgreniella och familjen långrörsbladlöss. Inga underarter finns listade i Catalogue of Life.